# Ricania papuana
Ricania papuana är en insektsart som beskrevs av Schmidt 1928. Ricania papuana ingår i släktet Ricania och familjen Ricaniidae. Inga underarter finns listade i Catalogue of Life.